# Bojana (Čazma)
Pour les articles homonymes, voir Bojana.
Bojana est un village appartenant à la municipalité de Čazma et située dans le comitat de Bjelovar-Bilogora en Croatie. En 2021, le village compte 163 habitants.